# Hydra (Argélia)
Hydra (em árabe: حيدرة) é um município localizado na província de Argel, no norte da Argélia. Sua população era de 31 133 habitantes, em 2008.